# Gnorimoschema
Gnorimoschema is een geslacht van vlinders van de familie tastermotten (Gelechiidae).

## Soorten
- G. alaricella Busck, 1908
- G. albangulata Braun, 1926
- G. albimarginella (Chambers, 1875)
- G. ambrosiaeella (Chambers, 1875)
- G. baccharisella Busck, 1903
- G. banksiella Busck, 1903
- G. batanella Busck, 1903
- G. bodillum Karsholt & Nielsen, 1974
- G. busckiella Kearfott, 1903
- G. cinctipunctella (Erschoff, 1876)
- G. collinusella (Chambers, 1877)
- G. compsomorpha Meyrick, 1929
- G. contraria Braun, 1921
- G. coquillettella Busck, 1902
- G. cyceonodes (Meyrick, 1926)
- G. dudiella Busck, 1903
- G. elbursicum Povolny, 1984
- G. emancipata (Meyrick, 1925)
- G. epithymella (Staudinger, 1859)
- G. ericameriae Keifer, 1933
- G. faustella Busck, 1909
- G. florella Busck, 1903
- G. gallaeasterella (Kellicott, 1878)
- G. gallaediplopappi Fyles, 1890
- G. gallaesolidaginis (Riley, 1869)
- G. gibsoniella Busck, 1915
- G. grisella (Chambers, 1872)
- G. herbichii

Schemamot (Nowicki, 1864)
- G. hoefneri (Rebel, 1909)
- G. ilyella (Zeller, 1877)
- G. inexperta (Meyrick, 1925)
- G. klotsi Povolny, 1967
- G. lipatiella (Busck, 1909)
- G. milleriella (Chambers, 1875)
- G. minor (Busck, 1906)
- G. mongolorum Povolny, 1969

- G. motasi Povolny, 1977
- G. nilsi Huemer, 1996
- G. nordlandicolella (Strand, 1902)
- G. nupponeni Huemer & Karsholt, 2010
- G. octomaculella (Chambers, 1875)
- G. pallidochrella (Chambers, 1872)
- G. pedmontella (Chambers, 1877)
- G. radkevichi Piskunov, 1980
- G. robustella (Staudinger, 1871)
- G. salinaris Busck, 1911
- G. saphirinella (Chambers, 1875)
- G. semicyclionella Busck, 1903
- G. septentrionella Fyles, 1911
- G. serratipalpella (Chambers, 1877)
- G. siskiouense Povolny, 1985
- G. soffneri Riedl, 1965
- G. splendoriferella Busck, 1904
- G. sporomochla Meyrick, 1929
- G. steueri Povolny, 1975
- G. streliciella

Donkere schemamot (Herrich-Schäffer, 1854)
- G. subterranea Busck, 1911
- G. terracottella Busck, 1900
- G. triocellella (Chambers, 1877)
- G. valesiella (Staudinger, 1877)
- G. vastifica Braun, 1926
- G. versicolorella (Chambers, 1872)
- G. vibei (Wolff, 1964)
- G. washingtoniella Busck, 1904